# Gállego (rzeka)
Gállego – rzeka w Aragonii, w Hiszpanii. Jeden z głównych dopływów Ebro. Powierzchnia zlewni rzeki to ponad 4000 km², a jej długość wynosi 193,2 km.

## Bieg
Ciek ma źródło na wysokości 2200 metrów w Portalet de Aneu, w Pirenejach. Początek jego biegu to dolina Val de Tena i gminy Sallent de Gállego, Panticosa i Biescas. Dalej płynie przecinając gminy Sabiñánigo i na wysokości miejscowości Triste (Las Peñas de Riglos) zakręca szerokim łukiem. Dalej, wznawia pierwotny kierunek na południe i przepływa przez miasto Riglos i gminy Murillo de Gállego, Biscarrués oraz Gurrea de Gállego.
Wody rzeki Gállego wpływają przez granicę prowincji Saragossa i przez miasto Zuera, dalej przez San Mateo de Gállego, Villanueva de Gállego i dzielnicę Saragossy, San Juan de Mozarrifar, a następnie kieruje się w stronę centrum Saragossy. Na koniec uchodzi do rzeki Ebro.